# Амандола
Амандола (итал. Amandola) —  коммуна в Италии, располагается в регионе Марке, в провинции Фермо.
Население составляет 3827 человек (2008 г.), плотность населения составляет 57 чел./км². Занимает площадь 69 км². Почтовый индекс — 63021. Телефонный код — 0736.
Покровителем населённого пункта считается святой Beato Antonio da Amandola.

## Демография
Динамика населения:

## Администрация коммуны
- Официальный сайт: https://web.archive.org/web/20060902143835/http://www.comune.amandola.ap.it/